# Lichtend sprotje
Lichtend sprotje (Maurolicus muelleri) is een straalvinnige vis uit de familie van diepzeebijlvissen (Sternoptychidae). De vis kan een lengte bereiken van 8 cm.

## Leefomgeving
De vis leeft uitsluitend in zout water. Hij komt voor in diep water in de Grote en Atlantische Oceaan en in de Middellandse Zee, tot een geregistreerde diepte van 1524 m.

## Relatie tot de mens
De soort is voor de visserij van beperkt commercieel belang. In de hengelsport wordt er niet op de vis gejaagd.

## Synoniemen
- Argentina pennanti Walbaum, 1792
- Scopelus borealis Nilsson, 1832
- Scopelus humboldtii Yarrel, 1836
- Scopelus maurolici Valenciennes, 1850